# For the Masses
For the Masses è un album tributo ai Depeche Mode pubblicato nel 1998.
Il titolo del disco è ispirato all'album Music for the Masses e contiene 16 canzoni della band (tra cui 6 brani musicali mai pubblicati come singoli estratti) suonate da gruppi del calibro dei Cure, dei Rammstein, dei Deftones e degli Smashing Pumpkins.

## Tracce
Testi e musiche di Martin Lee Gore.
1. Never Let Me Down Again - The Smashing Pumpkins 4:01
2. Fly on the Windscreen - God Lives Underwater 5:22
3. Enjoy the Silence - Failure 4:20
4. World in My Eyes - The Cure 4:51
5. Policy of Truth - Dishwalla 3:45
6. Somebody - Veruca Salt 4:05
7. Everything Counts - Meat Beat Manifesto 5:24
8. Shake the Disease - Hooverphonic 3:59
9. Master and Servant - Locust 3:40
10. Shame - Self 4:12
11. Black Celebration - Monster Magnet 4:16
12. Waiting for the Night - Rabbit in the Moon 7:34
13. I Feel You - Apollo Four Forty 5:21
14. Monument - GusGus 5:21
15. To Have and to Hold - Deftones 2:53
16. Stripped - Rammstein 4:44

| Recensione | Giudizio |
| ---------- | -------- |
| AllMusic   | [ 3 ]    |
| NME        | [ 4 ]    |

L'opening track Never Let Me Down Again realizzata dagli Smashing Pumpkins fu originariamente pubblicata come lato B del singolo Rocket del 1994.
La versione di Stripped dei Rammstein fu pubblicata come singolo, accompagnata da un controverso videoclip, diretto da Philipp Stölzl, con estratti da Olympia, documentario di Leni Riefenstahl sui Giochi Olimpici di Berlino del 1936. Il singolo raggiunse la posizione #14 della classifica tedesca e fu salutata favorevolmente dai membri dei Depeche Mode, specialmente dall'autore Martin Gore per l'originale reinterpretazione.